# Damien Gault
 (décembre 2013).
Si vous disposez d'ouvrages ou d'articles de référence ou si vous connaissez des sites web de qualité traitant du thème abordé ici, merci de compléter l'article en donnant les références utiles à sa vérifiabilité et en les liant à la section « Notes et références ».
Damien Gault est un acteur, réalisateur et scénariste français.

## Théâtre
- 2007 : Scoubidou de Pierre Gripari
- 2006 : La Mort d'Agrippine de Savinien Cyrano de Bergerac, mise en scène de Marc Favier
- 2005 : Un amour de sûr de Marie Laure Mirat, mise en scène de Georges Bécot
- 2006 : Avec fraternité création de Michel Sarunac
- 2003 : Chroniques des jours entiers, des nuits entières de Xavier Durringer
- 2002 : L'Étrange Intermède de Eugene O'Neill.

## Filmographie

### Acteur
- 2006 : Voile de Frédéric Dugad[1]
- 2005 : Le Monde de Martin de Damien Gault
- 2003 : Névrose de Damien Gault
- 2006 : Stalaven de Sébastien Cirade

### Scénariste et réalisateur
- 2016 : La femme d'affaires, court-métrage[2]
- 2012 : Footing, court métrage (Grand prix du court métrage du Festival Chéries-Chéris 2012[3], Grand Prix Festival Premier Plan d'Angers[4])
- 2011 : Post coïtum, websérie co-écrite et réalisée avec Guillaume Crémonèse, avec la participation de Laëtitia Kügler, Lauréat de l'Académie SACD Youtube 2013[5], sélectionnée au Festival de la fiction TV de La Rochelle 2011 et au Festival des créations télévisuelles de Luchon 2012[6]
- 2007 : Fantasmagorique, court métrage
- 2004 : Le Monde de Martin (mention spéciale du jury au festival « Courts métrages et grands talents 2005 »)
- 2003 : La Névrose, court métrage
- 2000 : La Mallette, court métrage (Prix du public Festival France Télécom)